# Die drei Musketiere (2011)

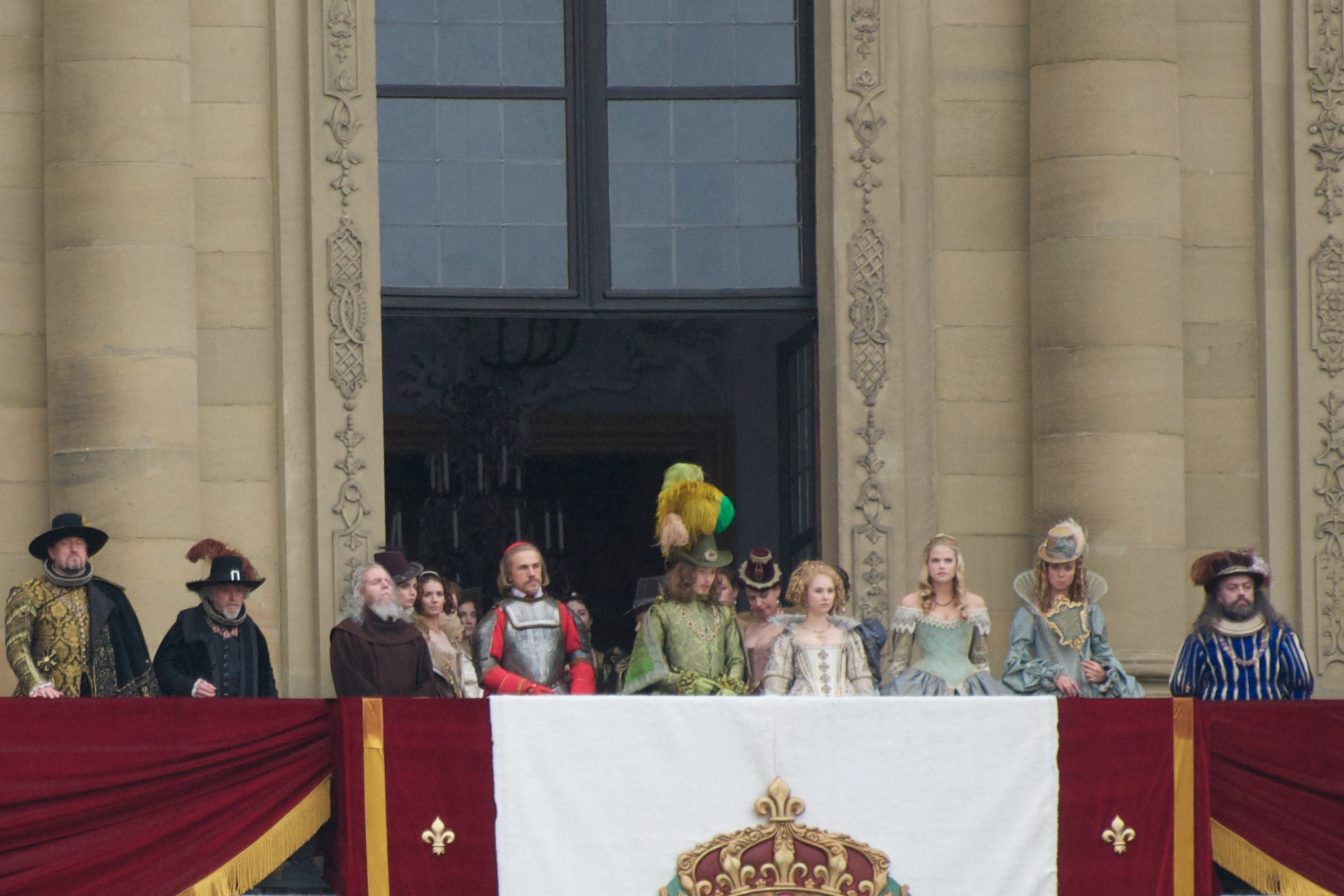
Foto von den Dreharbeiten auf dem Balkon der Würzburger Residenz

Die drei Musketiere (Originaltitel: The Three Musketeers) ist ein Abenteuerfilm in 3D aus dem Jahr 2011 des Regisseurs Paul W. S. Anderson. Der Film basiert lose auf dem Roman Die drei Musketiere von Alexandre Dumas dem Älteren.

## Handlung
Frankreich, zu Beginn des 17. Jahrhunderts. Nachdem sein Vater ermordet wurde, besteigt der junge König Louis XIII. den Thron. Doch das Land ist allseits von Feinden umgeben. Kardinal Richelieu, der engste Berater des Königs, plant den Umsturz, sodass der König und seine Frau, Königin Anna von Österreich, fortan ohne Verbündete dastehen. Ein Krieg steht in Europa kurz bevor und nur eine Gruppe tapferer Männer kann das verhindern: die drei Musketiere!
In Venedig führen die drei Musketiere Athos, Porthos und Aramis einen Auftrag aus, bei dem es um die Beschaffung der Pläne eines von Leonardo da Vinci entworfenen Luftschiffes geht. Ihnen hilft dabei Athos’ Geliebte Milady de Winter, die allerdings gerne mal die Seiten wechselt. Die Musketiere können nach der Überwindung von Fallen und Gegnern die besagten Pläne an sich bringen. Doch gerade als sie den Erfolg feiern und darauf trinken wollen, werden sie von Milady de Winter verraten. Sie macht gemeinsame Sache mit dem Herzog von Buckingham und händigt ihm die Pläne für das Luftschiff aus. Die Musketiere wurden durch den getrunkenen Wein vergiftet, was sie zwar nicht tötet, sie aber kampfunfähig macht. Dabei spottet der offenbar sehr von sich überzeugte Herzog von Buckingham, der de Winter besser bezahlt hatte, auch über Athos.
Ein Jahr später: Der junge D’Artagnan, der von seinem Vater, einem ehemaligen Musketier, im Fechten ausgebildet worden ist, will sich den königlichen Musketieren anschließen. Auf der Reise nach Paris lernt er bereits seinen künftigen Erzfeind kennen: Rochefort, den Anführer der Truppen des Kardinals Richelieu. Als er in Paris ankommt, gerät er aus verschiedenen Gründen mit drei Musketieren aneinander, woraufhin er sich im Abstand von je einer Stunde mit allen zum Duell verabredet. Als die drei Musketiere, Athos, Porthos und Aramis, zum ersten Duell erscheinen (Athos hat Porthos und Aramis zu seinen Sekundanten bestimmt), merken sie, dass sie es alle mit demselben Gegner zu tun haben. Bevor es jedoch zu einem Kampf kommen kann, erscheinen die Truppen des Kardinals und wollen alle vier verhaften. D’Artagnan, der sich sofort in den Kampf stürzt, besiegt die Truppen fast im Alleingang.
Wegen der Niederlage seiner Garde veranlasst Kardinal Richelieu, der eigentliche Herrscher Frankreichs, den jungen König Louis, die Musketiere für eine Bestrafung zu sich zu rufen. Anstatt sie zu bestrafen, nimmt dieser aber D’Artagnan bei den Musketieren auf und belohnt alle vier, da er von ihrem Kampfgeist beeindruckt ist. Der Kardinal ist sauer auf „diese verzogenen Palastkinder“, wie er König und Königin bezeichnet.
Der Herzog von Buckingham will im Auftrag seines Königs James I. Frankreich mit seinem erbauten Luftschiff einen Besuch abstatten, da England und Frankreich kurz vor einem Zweifrontenkrieg stehen, England sich dies aber nicht leisten kann, weil beider Ressourcen erschöpft sind und König James daher dem Friedensangebot der Franzosen Gehör schenken will. Die Spionin Milady De Winter wechselt erneut die Seite. Nun arbeitet sie mit dem Kardinal daran, dass Buckingham Frankreich den Krieg erklärt, damit der Kardinal auch offiziell die Macht über Frankreich an sich reißen kann. Zu diesem Zweck entwendet sie die Juwelen von Königin Anna und schiebt sie dem Herzog von Buckingham bei dessen Besuch unter, um König Louis glauben zu lassen, seine Frau habe eine Affäre mit Buckingham, was die Hinrichtung der Königin und die Bloßstellung von Buckingham zur Folge hätte.
Die Musketiere bekommen durch Constance, eine Zofe der jungen Königin, in die sich D’Artagnan verliebt hat, den Auftrag der Königin vermittelt, die Juwelen aus London zurückzuholen. Zwar erwartet Milady De Winter sie dort bereits, ist aber nicht in der Lage, ihren Plan zu vereiteln. d’Artagnan wird von den Leuten des Herzogs von Buckingham festgenommen und diesem im Tower of London vorgeführt, doch Athos, Porthos und Aramis ergattern dessen Luftschiff, beschießen den Tower und befreien d’Artagnan. Athos lässt trotz dessen, was damals passiert ist, Buckingham am Leben, da er gegen ihn keinen Hass verspürt, jedoch gegen Milady de Winter, die ihn damals sehr verletzt hat. Als Athos Milady für ihre Verbrechen richten will, stürzt diese sich ins Meer. Doch auf der Rückreise mit Buckinghams Luftschiff werden die Musketiere von Rochefort auf einem vielfach größeren Luftschiff abgefangen. Noch dazu befindet sich Constance in der Gewalt von Rochefort.
Gezwungenermaßen lassen sich die Musketiere auf einen Tausch ein: D’Artagnan und die Juwelen gegen Constance. D’Artagnan ist der Meinung, Frankreich sei wichtiger, doch Athos rät ihm, nicht für Frankreich, sondern für die Liebe zu kämpfen. Anschließend beginnt eine Luftschlacht, bei der D’Artagnan Constance befreien kann und dabei mit Rochefort aneinandergerät und die damit endet, dass D’Artagnan und Rochefort mit dessen zerstörtem Luftschiff auf der Kathedrale von Notre Dame landen.
Auf dem Dach von Notre Dame liefern sich D’Artagnan und Rochefort ein langes Duell, aus dem D’Artagnan schließlich als Sieger hervorgeht, als es ihm gelingt, Rochefort mit seinem Degen zu erstechen. Als die drei Musketiere bei König und Kardinal antreten, legen sie die Intrigen Richelieus nicht offen, da sonst die Ordnung in  Frankreich zusammenbrechen würde. Stattdessen erzählen sie dem König, Rochefort sei ein Spion Buckinghams gewesen und von Richelieu enttarnt worden. Das vorhandene, jedoch stark beschädigte Luftschiff wird damit erklärt, dass der Kardinal es gebaut habe, da der König sich bei Buckinghams Besuch auch ein solches gewünscht hatte, und Rochefort dieses habe sabotieren wollen. Die Königin hat auch ihre Juwelen wieder. Während der König mit seiner Gemahlin tanzt, macht der Kardinal den Musketieren das Angebot, für ihn zu arbeiten, doch sie schlagen es aus.
Der gedemütigte Herzog von Buckingham sinnt auf Rache und hat eine riesige Flotte aufgestellt, mit der er nun gegen Frankreich zieht. Dabei kann er auch Milady De Winter vor dem Ertrinken retten.

## Hintergrund
- Der Film wurde ausschließlich in Deutschland gedreht. Während der Hauptanteil der Innenaufnahmen und die komplette Postproduktion im Filmstudio Babelsberg in Potsdam erfolgte, dienten folgende Außen-Drehorte in Bayern von Ende August bis Anfang Oktober 2010 als Kulisse:

- Alte Hofhaltung direkt am Domplatz in Bamberg (als Pariser Stadtteil St. Germain)
- Altes Rathaus, Obere Brücke und Domplatz in Bamberg
- Würzburger Residenz im Hofgarten, auf dem Ehrenhof, Treppenhaus und Residenzplatz
- Festung Marienberg in Würzburg
- Würzburger Alte Mainbrücke
- Schloss Weißenstein in Pommersfelden
- Neues Schloss Herrenchiemsee auf Herrenchiemsee
- Burg in Burghausen
- Münchner Residenz mit Antiquarium und Hofgarten in München
- Neues Schloss Schleißheim in Oberschleißheim, Festsaal als Büro Richelieus (Link auf Panorama – siehe Weblinks)

- An der Finanzierung des Films waren mit umgerechnet rund 4 Millionen US-Dollar der Bayerische Bankenfonds (BBF) und der FilmFernsehFonds Bayern beteiligt sowie die Filmförderungsanstalt (FFA) des Bundes mit rund 1,3 Millionen US-Dollar. Darüber hinaus erhielt der Film ungefähr 10 Millionen US-Dollar an Steuerrückvergütung vonseiten des Deutschen Filmförderfonds (DFFF) ausbezahlt.[4]

- Kinostart in Deutschland war am 1. September 2011, in Frankreich und England am 12. Oktober 2011.[5]

## Synchronisation

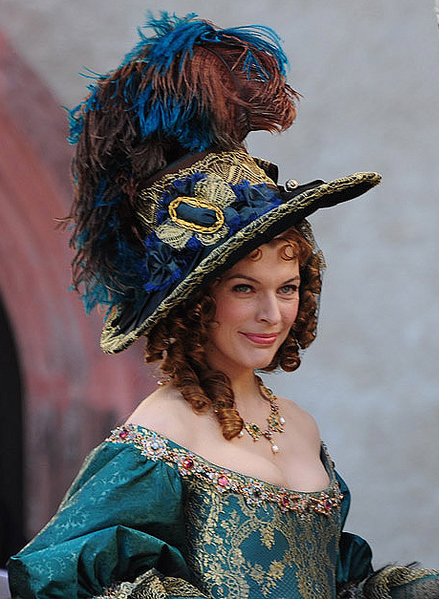
Milla Jovovich als Milady de Winter bei den Dreharbeiten in Würzburg

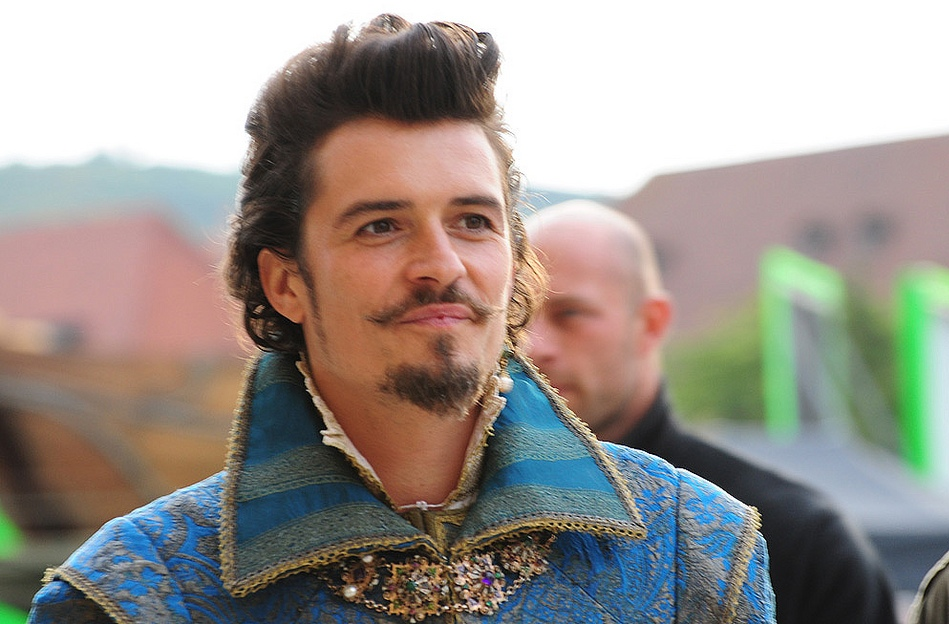
Orlando Bloom als Herzog von Buckingham in Würzburg

| Rolle                 | Darsteller        | Synchronsprecher  |
| --------------------- | ----------------- | ----------------- |
| D’Artagnan            | Logan Lerman      | Patrick Roche     |
| Athos                 | Matthew Macfadyen | Martin Umbach     |
| Porthos               | Ray Stevenson     | Tilo Schmitz      |
| Aramis                | Luke Evans        | Jacques Breuer    |
| Milady De Winter      | Milla Jovovich    | Meret Becker      |
| Herzog von Buckingham | Orlando Bloom     | Philipp Moog      |
| Kardinal Richelieu    | Christoph Waltz   | Christoph Waltz   |
| König Louis           | Freddie Fox       | Konrad Bösherz    |
| Rochefort             | Mads Mikkelsen    | Axel Malzacher    |
| Königin Anna          | Juno Temple       | Laura Maire       |
| Planchet              | James Corden      | Manuel Straube    |
| Jussac                | Carsten Norgaard  | Dietmar Wunder    |
| Cagliostro            | Til Schweiger     | Til Schweiger     |
| Vater von D’Artagnan  | Dexter Fletcher   | Ole Pfennig       |
| Mutter von D’Artagnan | Jane Perry        | Elisabeth Günther |
| Constance             | Gabriella Wilde   | Luise Helm        |
| Hofdame Minette       | Nina Eichinger    | Nina Eichinger    |
| Die Blonde            | Helen George      | Katrin Fröhlich   |

## Kritiken
Der Film erhielt überwiegend negative Kritiken und erreichte bei Rotten Tomatoes eine Bewertung von 26 %, basierend auf 96 Kritiken. Bei Metacritic konnte ein Metascore von 35, basierend auf 15 Kritiken, und eine Zuschauerbewertung von 5,2 bei 166 Bewertungen erzielt werden.

„Die drei Musketiere in 3D ist das filmische Äquivalent einer gecasteten Boygroup: nicht nur, weil auch hier ein verschiedene Geschmäcker bedienendes Männerquartett in Szene gesetzt wird und der Schlusssong von Take That stammt, sondern auch, weil unverdrossen bewährte Muster kopiert und zu überraschungsarmer, aber eingängiger Unterhaltung für ein jugendliches Massenpublikum kombiniert werden. Als solche funktioniert der Film durchaus. […] Das Vergnügen beim Zuschauen stammt nicht zuletzt von den Schauwerten, die der Film en masse auffährt: vom starken Ensemble über die schönen Kostüme bis zu den Raumentwürfen, prachtvollen Palast- und Stadtszenarien, die die Regie in 3D schön zur Geltung bringt, […] wobei allerdings die Deutlichkeit, mit der in den Kampfszenen das Abstechen der Gegner zelebriert wird, bisweilen nicht recht zum spielerisch-eleganten Stil passen will.“

„Fazit: Die äußeren Voraussetzungen für eine wenigstens solide Adaption von „Die drei Musketiere“ waren bei diesem Projekt gegeben. Man durfte in den schönsten Schlössern und Städten Bayerns drehen, heuerte einen vielversprechenden Cast an, und leistete sich auch bezaubernde Kostüme aus der Hand des Designers Pierre-Yves Gayraud. Doch die Fehlentscheidung bei der Wahl des Regisseurs liegt zu schwer. Paul W.S. Anderson hat nicht mehr zu bieten als ein paar handwerklich solide Actionszenen. Wie man Schauspieler führt, Situationskomik mimt, originelle Bilder komponiert und eine prächtige Abenteuerfilm-Atmosphäre kreiert, davon konnte er in „Die drei Musketiere“ keinen Beweis erbringen.“

„Gewiss ist die jüngste Version von D’Artagnans Abenteuern aufwendig produziert und wartet mit barocker Ausstattung und eindrucksvollen Drehorten auf […] Doch abseits solcher Schauwerte enttäuscht der Film umso nachhaltiger. […] Insbesondere die Versuche, den zeitlosen Stoff für ein junges Publikum zu modernisieren, wirken bemüht, so etwa der an die „Indiana Jones“-Filme angelegte Prolog in Venedig oder die Zeitlupensequenzen und Martial-Arts-Einlagen, die von dem Science-Fiction-Film „Matrix“ inspiriert sind. Drehbuch, Figuren und Dialogen gehen Tragik und emotionale Tiefe vollständig ab.“

 Die Deutsche Film- und Medienbewertung FBW in Wiesbaden verlieh dem Film das Prädikat besonders wertvoll.

„Das bunte Spektakel wartet mit vielen Anachronismen auf und setzt eher auf actionlastiges Spektakel denn auf charmanten Abenteuerfilm. Einige Sequenzen sind durchaus gelungen und sehen in der Tat für einen in großen Teilen in Deutschland entstandenen Film auch recht proper aus. Doch schauspielerisch hapert es an vielen Ecken und Kanten.“

## Trivia
Der Abspann des Films beginnt mit „For Bernd“. Dies bezieht sich auf den deutschen Filmproduzenten Bernd Eichinger, welcher am 24. Januar 2011 verstarb. Seine Tochter Nina Eichinger spielt eine Hofdame von Königin Anna.